# Kelly Catlin

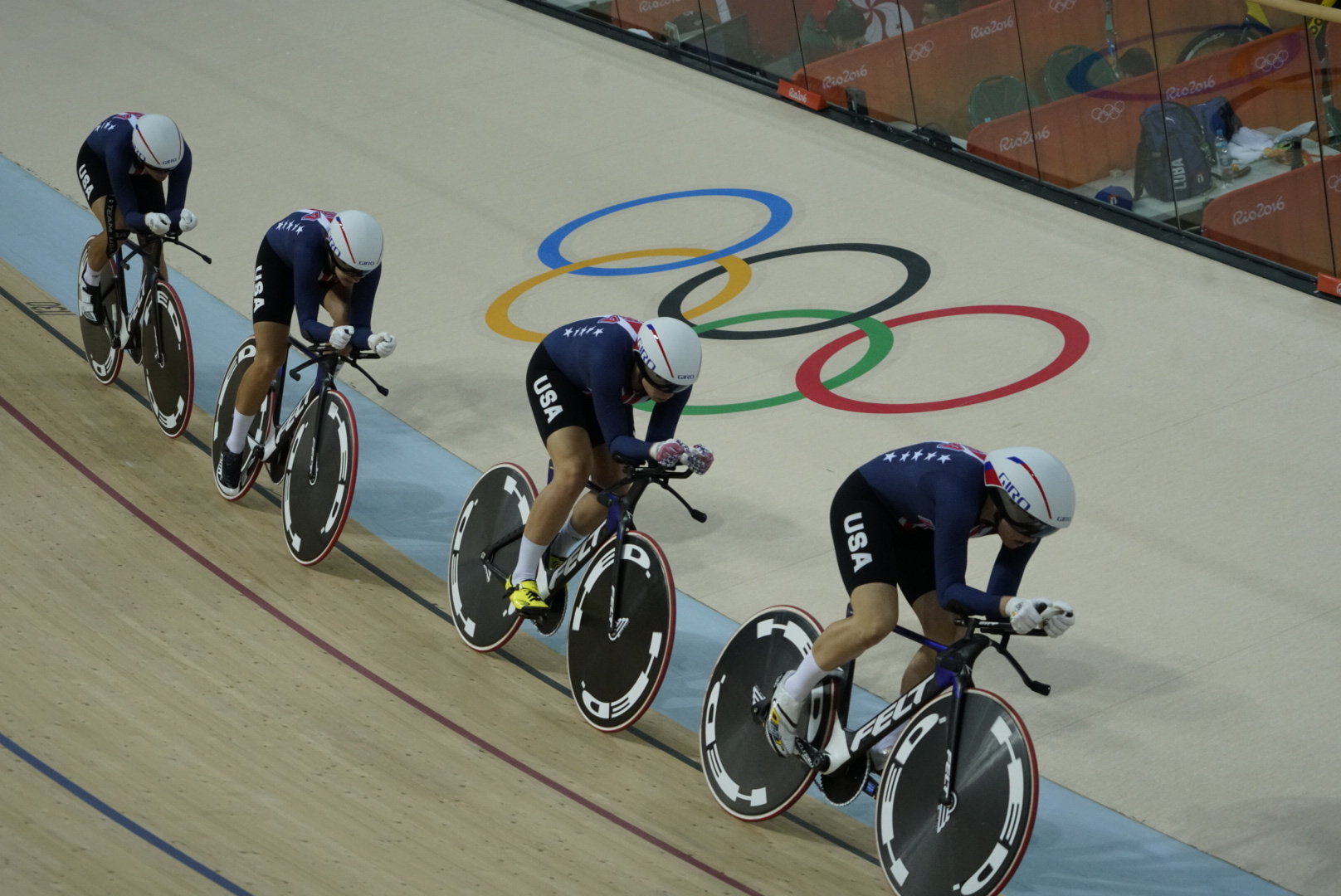
Kelly Catlin i täten under kvalificeringsrundan i damernas lagförföljelse i OS 2016.

Kelly Catlin, född 3 november 1995 i Saint Paul i Minnesota, död 8 mars 2019 i Stanford i Kalifornien, var en amerikansk tävlingscyklist.
Hon tog OS-silver i lagförföljelse i samband med de olympiska tävlingarna i cykelsport 2016 i Rio de Janeiro. Hon tog hem guldmedaljen i kvinnornas lagförföljelse under Världsmästerskapen i bancykling 2016, 2017, and 2018.
Kelly Catlin påträffades den 7 mars 2019 död i sin bostad. Hon hade begått självmord.